# Lill-Dainan
Lill-Dainan är en sjö i Vilhelmina kommun i Lappland och ingår i Ångermanälvens huvudavrinningsområde. Sjön har en area på 0,713 kvadratkilometer och ligger 505 meter över havet. Lill-Dainan ligger i Marsfjället Natura 2000-område. Sjön avvattnas av vattendraget Dainabäcken.

## Delavrinningsområde
Lill-Dainan ingår i det delavrinningsområde (721049-151306) som SMHI kallar för Utloppet av Lill-Dainan. Medelhöjden är 552 meter över havet och ytan är 7,34 kvadratkilometer. Räknas de 2 avrinningsområdena uppströms in blir den ackumulerade arean 14,68 kvadratkilometer. Dainabäcken som avvattnar avrinningsområdet har biflödesordning 3, vilket innebär att vattnet flödar genom totalt 3 vattendrag innan det når havet efter 335 kilometer. Avrinningsområdet består mestadels av skog (54 procent) och sankmarker (26 procent). Avrinningsområdet har 0,71 kvadratkilometer vattenytor vilket ger det en sjöprocent på 9,7 procent.